# Bell Regio (quadrangle)

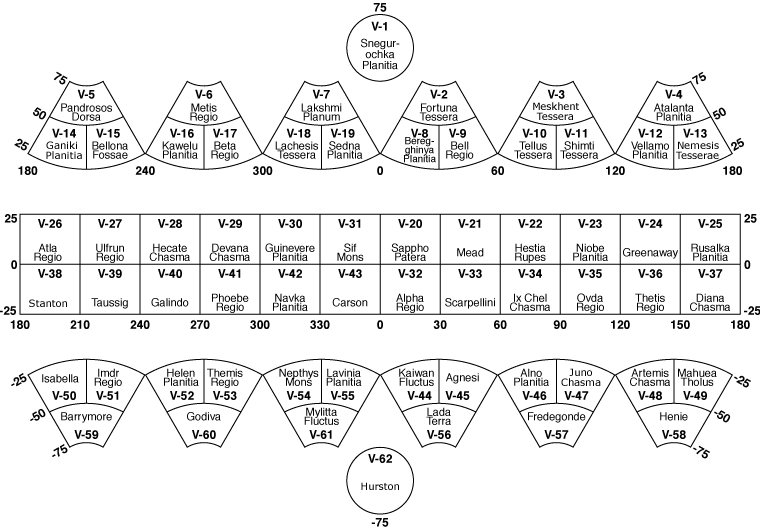
Quadrangles op Venus op schaal 1 : 5.000.000

Bell Regio (V–9; breedtegraad 25°–50° N, lengtegraad 30°–60° E) is een quadrangle op de planeet Venus. Het is een van de 62 quadrangles op schaal 1 : 5.000.000. Het quadrangle werd genoemd naar de gelijknamige regio die op zijn beurt is genoemd naar Bell, een Engelse reuzin.

## Geologische structuren in Bell Regio
Chasma
- Kaygus Chasmata

Coronae
- Branwen Corona
- Kayanu-Hime Corona
- Nefertiti Corona

Dorsa
- Bezlea Dorsa
- Hera Dorsa

Fossae
- Felesta Fossae

Inslagkraters
- Aisha
- Birute
- Conway
- Gautier
- Heloise
- Lebedeva
- Liliya
- Loan
- Miriam
- Namiko
- Piret
- Potanina
- Shirley
- Voynich

Montes
- Api Mons
- Nyx Mons
- Tepev Mons

Paterae
- Anthony Patera
- Hroswitha Patera
- Kottauer Patera
- Stopes Patera
- Tipporah Patera

Regiones
- Bell Regio

Tesserae
- Adrasthea Tesserae
- Kruchina Tesserae
- Laima Tessera
- Vako-nana Tesserae

Tholi
- Otafuku Tholi